# Gayelord Hauser
Benjamin Gayelord Hauser, né en 1895 à Tübingen et mort en 1984, est un diététicien américain. Il a promu l'« alimentation naturelle » au milieu du XXe siècle. Il encourageait à consommer des produits riches en vitamine B et à diminuer le sucre et la farine blanche.
Il connut la célébrité en tant qu'auteur, et fut le conseiller nutritionnel de nombreuses célébrités. Il était cependant en conflit avec la communauté médicale, qui qualifiait ses conseils de pseudo-scientifiques et de charlatanisme.

## Biographie
Helmut Eugen Benjamin Gellert Hauser est né le 17 mai 1895 à Tübingen en Allemagne. A l'age de 16 ans, il rejoint son frère, le révérend Otto Hauser, à Chicago.

## Publications
- Types and Temperaments with a Key to Foods (1930),
- Food Science and Health (1930),
- Child Feeding: Written for Mothers (1932),
- Keener Vision Without Glasses (1932),
- Here's How to Be Healthy (1934),
- Eat and Grow Beautiful (1939),
- New Health Cookery (1930),
- Dictionary Of Foods (1939),
- A Training Course In Health-Eating (1940),
- Diet Does It (1944),
- Better Eyes Without Glasses (1944),
- The Gayelord Hauser Cook Book (1946),
- Look Younger, Live Longer (1950),
- Gayelord Hauser's New Treasury of Secrets (1951)
- Be Happier, Be Healthier (1952),
- Diet Does It: Incorporating the Gayelord Hauser Cook Book (1952),
- Gayelord Hauser's New Guide to Intelligent Reducing (1955),
- Mirror, Mirror on the Wall: Invitation to Beauty (1961),
- Gayelord Hauser's Treasury of Secrets (1963).